# 罗斯娜拉昔茜琳
拿督罗斯娜·哈吉阿都拉昔茜琳（1972年7月10日—），马来西亚政治人物，为巫统党员。曾经担任马来西亚卫生部副部长（2009年至2013年）、马来西亚工程部副部长（2013年至2018年）、三届沙巴吧巴区国会议员（2004年至2018年），以及巫统女青团团长（2009年至2013年）。

## 政治生涯
罗斯娜自2004年马来西亚大选以来代表国民阵线当选为沙巴吧巴的国会议员。2018年马来西亚第十四届大选，她以325张之差败选，输给来自民兴党的阿末哈山，无法继续连任该议席。
罗斯娜曾经于2009年至2013年担任马来西亚卫生部副部长，随后于2013年开始至2018年担任马来西亚工程部副部长。2018年6月30日，巫统党选中连任最高理事会成员一职。2021年9月3日，罗斯娜受委担任马来西亚卫生部长凯里·嘉马鲁丁的特别顾问。

## 个人荣誉
- 沙巴：
  -  神山表扬勋章（ADK）（2002年）
  -  神山效忠勋章（ASDK）（2004年）
  - 太平局绅（JP）（2007年）
  -  神山辉煌勋章（PGDK）—拿督（2008年）